# Coelachyrum
Coelachyrum es un género de plantas herbáceas perteneciente a la familia de las poáceas. Es originario del Norte de África y suroeste de Asia tropical.

## Taxonomía
El género fue descrito por Hochst. & Nees y publicado en Linnaea 16(2): 221. 1842. La especie tipo es: Coelachyrum brevifolium Hochst. & Nees 

## Especies
- Coelachyrum brevifolium Hochst. & Nees
- Coelachyrum lagopoides (Burm. f.) Senaratna
- Coelachyrum longiglume Napper
- Coelachyrum piercei (Benth.) Bor
- Coelachyrum poiflorum Chiov.
- Coelachyrum yemenicum (Schweinf.) S.M. Phillips